# Raif Badawi
Pour les articles homonymes, voir Badawi.
Raif Badawi (en arabe : رائف بدوي) nom également transcrit (Raïf) est un écrivain et blogueur saoudien créateur en 2008 du site Free Saudi Liberals sur lequel il militait pour une libéralisation morale de l'Arabie saoudite.
Accusé d'apostasie et d'insulte à l'islam, il est emprisonné à la prison centrale de Dahaban en juin 2012. Il a été condamné à 1 000 coups de fouet et 10 années de prison. Son avocat Waleed Abu al-Khair est également emprisonné. L'application de la sentence de flagellation a débuté le 9 janvier 2015, suscitant des protestations de plusieurs gouvernements puis de l'ONU. Sa femme Ensaf Haidar annonce sa libération le 11 mars 2022, mais il était toujours interdit de quitter le pays pendant les 10 prochaines années.

## Free Saudi Liberals
Raif Badawi crée en 2008 avec Souad Al-Shammari, une militante saoudienne des droits des femmes,, Free Saudi Liberals (Libérez les libéraux saoudiens), un site militant pour une libéralisation religieuse et ouvert à la discussion des internautes. En 2008, il est arrêté, interrogé sur le site qu'il a créé, puis relâché. Accusé d'avoir créé un site web qui insulte l'islam, il est forcé de quitter le pays. Il y revient ensuite, la plainte contre lui semblant abandonnée, mais en 2009 il se voit interdit de quitter le pays et son compte en banque est bloqué. 
En 2010, Raif Badawi s’oppose publiquement à son père en prenant parti pour sa sœur Samar empêchée d’épouser l’homme de son choix. Elle est incarcérée pour désobéissance, avant que sa tutelle ne soit transférée à l’un de ses oncles. Raif Badawi écrit plusieurs articles sur son blog pour fustiger l’attitude de son père qui l’accuse en retour de trahir les valeurs de la famille et les préceptes de la religion. Samar est défendue par l’avocat engagé Waleed Abu Al-Khair. Une campagne de communication sur internet permet d'obtenir la libération de Samar Badawi, qui épouse ensuite Waleed Abu Al-Khair en avril 2011. En 2011, son site web est à nouveau accusé d'« enfreindre des valeurs religieuses », en raison notamment, selon Amnesty International, d'un article sur la Saint-Valentin, dont la conclusion sera considérée comme ridiculisant le Comité pour la promotion de la vertu et la prévention du vice, qu'il remercie dans un autre article « de nous enseigner la vertu et de son soin à veiller à ce que tous les Saoudiens aillent au paradis ».

## Arrestation et procès en première instance
En mai 2012, selon Human Rights Watch, le cheikh saoudien Abdul-Rahman al-Barrak (en) publie une fatwa le traitant d'apostat,, pour avoir notamment déclaré que « musulmans, chrétiens, juifs et athées sont tous égaux »,.  
À la suite de la plainte de religieux, Badawi est arrêté le 17 juin 2012, peu après avoir organisé le 7 mai 2012 une conférence pour « marquer une journée de libéralisme »,, aux motifs d'avoir « mis en place un site web qui compromet la sécurité générale » et « tourné en ridicule des figures de l'islam ». Il est accusé de désobéissance à son père, de cybercrime et d'apostasie, laquelle est passible de la peine de mort en Arabie saoudite. Ce dernier chef d'inculpation n'est pas retenu par le juge. Selon une affirmation de son épouse rapportée par le Daily Mail, le juge ayant demandé s'il était musulman, Badawi aurait répondu : « oui et je n'accepte pas que quiconque le mette en doute ». Selon son avocat, Waleed Abu al-Khair, il aurait également ajouté : « tout le monde a le droit de croire ou non ». Le 29 juillet 2013, il est condamné à six cents coups de fouet et sept ans de prison. Badawi fait appel de cette décision et l'affaire est réexaminée par la cour criminelle de Djeddah.

## Exil de sa famille
La famille de Badawi, qui s'est marié en 2002 et a trois enfants, fait l'objet de tracasseries dès son emprisonnement. Son épouse, Ensaf Haidar, et ses trois enfants sont forcés de quitter le pays pour le Liban puis l'Égypte, avant d'obtenir l'asile politique au Canada en octobre 2013. Ils vivent actuellement à Sherbrooke. Ils obtiennent la citoyenneté canadienne le 1er juillet 2018.

## Procès en appel et application de la peine

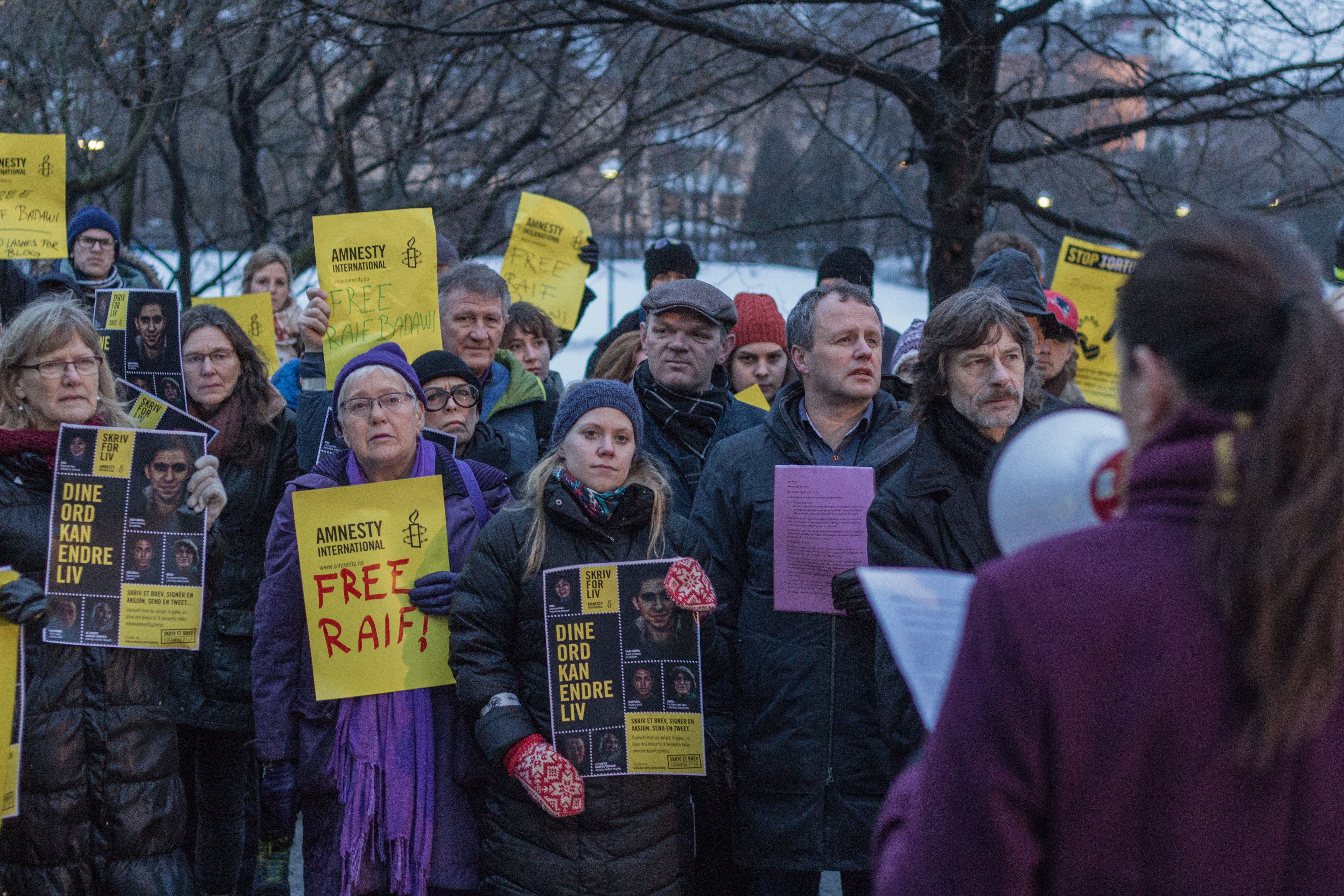
Manifestation de soutien devant l'ambassade d'Arabie saoudite à Oslo le 16 janvier 2015.

Rejugé en appel, Badawi est à nouveau condamné le 7 mai 2014 à dix ans de prison, 1 000 coups de fouet, distribués en vingt séances hebdomadaires de flagellation, une amende d'un million de riyals (266 000 dollars) et une interdiction de voyage de dix ans à l'expiration de sa peine de prison. Le site de Badawi est fermé, la justice saoudienne considérant que « les sujets et commentaires qui y ont été publiés dans le passé violaient les enseignements de la religion [musulmane] et avaient engendré des controverses ». Son avocat, Waleed Abu al-Khair, qui est également un militant pour les droits de l'homme en Arabie saoudite, a été condamné à quinze ans de prison pour avoir « sapé le régime et les officiels », « incité l'opinion publique » et « insulté l'appareil judiciaire » par une cour anti-terroriste nouvellement créée. Souad al-Shammari, la cofondatrice du site Free Saudi Liberals, est arrêtée en novembre 2014, pour un message sur Twitter,.
La première de ces séances de 50 coups de fouet a lieu le vendredi 9 janvier 2015 en public devant une mosquée de Djeddah,,. Les États-Unis, le Canada, la Communauté européenne et d'autres pays ont publiquement demandé à l'Arabie saoudite de faire cesser ces flagellations. Selon Éric Azan, beaucoup de participants aux manifestations des 10 et 11 janvier 2015 ont également affiché leur soutien à Badawi.
Le 15 janvier 2015, l'ONU en a appelé au roi d'Arabie Saoudite, lui demandant « d'exercer son pouvoir de mettre fin à la flagellation publique en pardonnant M. Badawi. » Le lendemain, la deuxième séance de flagellation est reportée pour raison médicale, puis le cabinet du roi fait savoir que le dossier serait réexaminé par la cour suprême.

## Nouveau procès pour apostasie
Selon des informations publiées le 1er mars 2015, la justice saoudienne envisage un nouveau procès de Raif Badawi pour apostasie, une qualification qui peut entraîner la peine de mort en Arabie saoudite,,.

## Nouvelles pressions diplomatiques en 2018
Début décembre 2018, lors de la réunion du G20 en Argentine, le Premier ministre canadien Justin Trudeau réitère aux dirigeants saoudiens sa demande de libération de Raïf Badawi après déjà de vives tensions à l'été 2018 entre les deux pays avec un tweet de protestation 
de la ministre des Affaires étrangères canadienne, Chrystia Freeland, après l'emprisonnement de Samar Badawi.
Mi-décembre 2018, dans la foulée du scandale lié au meurtre de Jamal Khashoggi, le Sénat américain (49 démocrates renforcés par 7 républicains) adopte une résolution demandant l'arrêt du soutien des États-Unis à la coalition internationale au Yémen et exige la libération de Raif Badawi, de sa sœur Samar Badawi, ainsi que des militantes « prisonnières politiques » arrêtées en 2018.

## Libération
Après avoir passé 10 ans en prison, Raif Badawi est libéré de prison en 2022 mais il n'a pas encore pu retrouver sa femme Ensaf Haidar et ses enfants en raison de l'interdiction de dix ans de voyager. Il n'est pas le seul activiste qui est ciblé par une interdiction de voyager. Loujain Al Hathloul, Samar Badawi et Nassima Al Sada sont les autres militants qui ont été interdits par les tribunaux saoudiens de quitter le pays après de nombreuses années d'emprisonnement. Parfois, ces interdictions sont imposées sans aucune ordonnance du tribunal et lorsque les gens tentent de voyager, ils sont arrêtés par les autorités saoudiennes dans les aéroports ou les passages frontaliers. Amnesty International a exhorté le roi d'Arabie saoudite à éliminer les restrictions de voyage aux militants et aux défenseurs des droits de l'homme afin qu'ils puissent vraiment être libres.

## Film
Le 4 novembre 2022, l'Office national du film du Canada du Canada lance En attendant Raif, réalisé par Patricio Henriquez et Luc Côté, relatant le combat de sa femme pour le faire libérer. Le film est présenté en première mondiale au Festival du cinéma international en Abitibi-Témiscamingue, le 30 octobre 2022.

## Prix
Badawi a reçu :
- la Citoyenneté d'honneur de la Ville de Montréal en mai 2018[58]
- le prix de la Liberté d’expression 2015 par Deutsche Welle[59] ;
- le prix du courage 2015 décerné par vingt groupes de défense des droits de l'homme le sommet de Genève[60] ;
- le prix Aikenhead 2015 de la Société laïque écossaise[61] ;
- le prix Netizen 2014 décerné par Reporters sans frontières[62] ;
- la médaille de l'Université libre de Bruxelles[63]
- le One Humanity Award décerné par PEN Canada (en)[64],[65].
- le prix Sakharov en octobre 2015[66]
- Il est proposé en 2015 pour le prix Nobel de la paix[67].
- un doctorat honorifique de l'Université de Sherbrooke, le 8 juin 2017, pour son apport exceptionnel à la défense de la liberté d'expression[68]
- Il est de nouveau proposé en 2018 pour le prix Nobel de la paix[69].